# Костюшко Олександр Миколайович
Олекса́ндр Микола́йович Костю́шко (21 квітня 1974, Миколаїв — 13 липня 2014, Поріччя, Луганська область) — сержант Збройних сил України, учасник російсько-української війни.

## Життєпис
Народився 1972 року в місті Миколаїв. 1991 року закінчив миколаївську ЗОШ № 54, навчався в СПТУ № 25 при суднобудівному заводі «Океан», опанував спеціальність тесляра-будівельника, по тому — електромонтера та електрозварювальника. Працював за фахом на заводі. Протягом 1992—1994 років — строкова служба в ракетних військах ЗСУ у Хмельницькому. Після демобілізації продовжив працю на заводі «Океан», електромонтер автоматичних та напівавтоматичних машин 4-го розряду. Після смерті батька турбувався про маму Надію Андріївну.
В березні 2014-го став до лав українських збройних сил. Від 23 квітня — номер обслуги, 79-та окрема аеромобільна бригада. Перебував під Мелітополем, Куйбишевим, Амвросіївкою, Дяковим, Свердловськом, Краснопартизанськом і Ізвариним. 13 липня близько 8-ї ранку бойовики обстрілюють з протитанкової керованої ракети та мінометів український блокпост поблизу селища Поріччя (Краснодонський район); зазнав смертельного поранення у голову. Тоді ж загинув старший сержант Єрошенко Сергій Миколайович.
Неодружений, вдома лишилася старенька мати.
16 липня 2014-го похований на кладовищі міста Миколаїв.

## Нагороди
8 вересня 2014 року — за особисту мужність і героїзм, виявлені у захисті державного суверенітету та територіальної цілісності України, вірність військовій присязі під час російсько-української війни, відзначений — нагороджений орденом «За мужність» III ступеня (посмертно).

## Вшанування пам'яті
У 2014 на фасаді миколаївської школи № 54, де вчився загиблий воїн, відкрили меморіальну дошку.